# Cephalopholis
Cephalopholis ist eine Gattung der Zackenbarsche (Epinephelidae). Die Fische leben küstennah in tropischen und subtropischen Regionen aller Weltmeere. 

## Merkmale
Cephalopholis-Arten haben einen langgestreckten, massiven, zylindrischen, seitlich kaum  zusammengedrückten Körper. Je nach Art erreichen sie Längen von 15 bis 70 Zentimetern. Der massige Kopf kann ein Drittel bis fast die Hälfte der Standardlänge erreichen. Das Maul ist immer länger als der Durchmesser der Augen. Der Vorderteil der Kiefer kann kleine "Hundszähne" tragen. Auch das Gaumenbein ist bezahnt.
Die Rückenflosse hat neun Hart- und 13 bis 17 Weichstrahlen. Es gibt keine verlängerten Flossenstrahlen. Die Afterflosse hat drei Hart- und sieben bis zehn Weichstrahlen. Sie ist abgerundet. Die Brustflossen sind symmetrisch und abgerundet, die mittleren Flossenstrahlen sind am längsten. Die Schwanzflosse ist abgerundet, schließt gerade ab oder ist leicht eingebuchtet. Die Schuppen entlang der Mitte des Körpers sind Ctenoidschuppen.
Einige größere Cephalopholis-Arten werden in einigen Gegenden gefischt und als Eiweißquelle für die lokale Bevölkerung genutzt. Die meisten Arten haben, wegen ihrer geringen Körpergröße, keine fischereiwirtschaftliche Bedeutung.

## Verbreitung
Cephalopholis-Arten kommen in tropischen Regionen von Atlantik, Indischer Ozean und Pazifik vor. Im Mittelmeer wurden bisher keine Cephalopholis-Arten gefunden. C. fulva und C. cruentata leben im westlichen Atlantik, in der Karibik und im Golf von Mexiko, im östlichen Atlantik sind C. nigri und C. taeniops anzutreffen. Die übrigen fast zwanzig Arten leben im tropischen Indopazifik. Die meisten Cephalopholis-Arten halten sich eher versteckt im klaren Wasser der Korallenriffe von der Gezeitenzone bis in Tiefen von 200 Metern auf.

## Arten

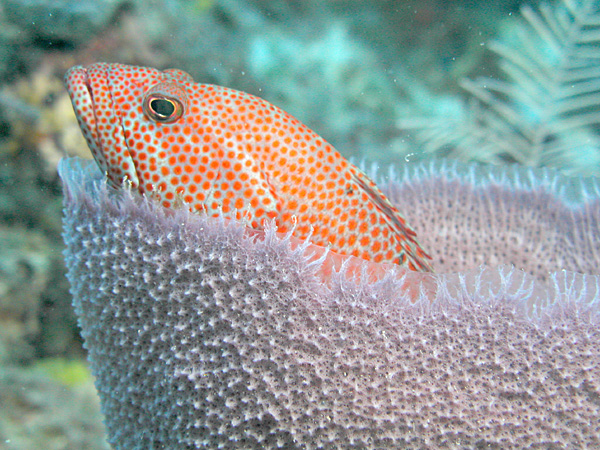
Karibik-Juwelenbarsch (Cephalopholis fulva) in einem Vasenschwamm

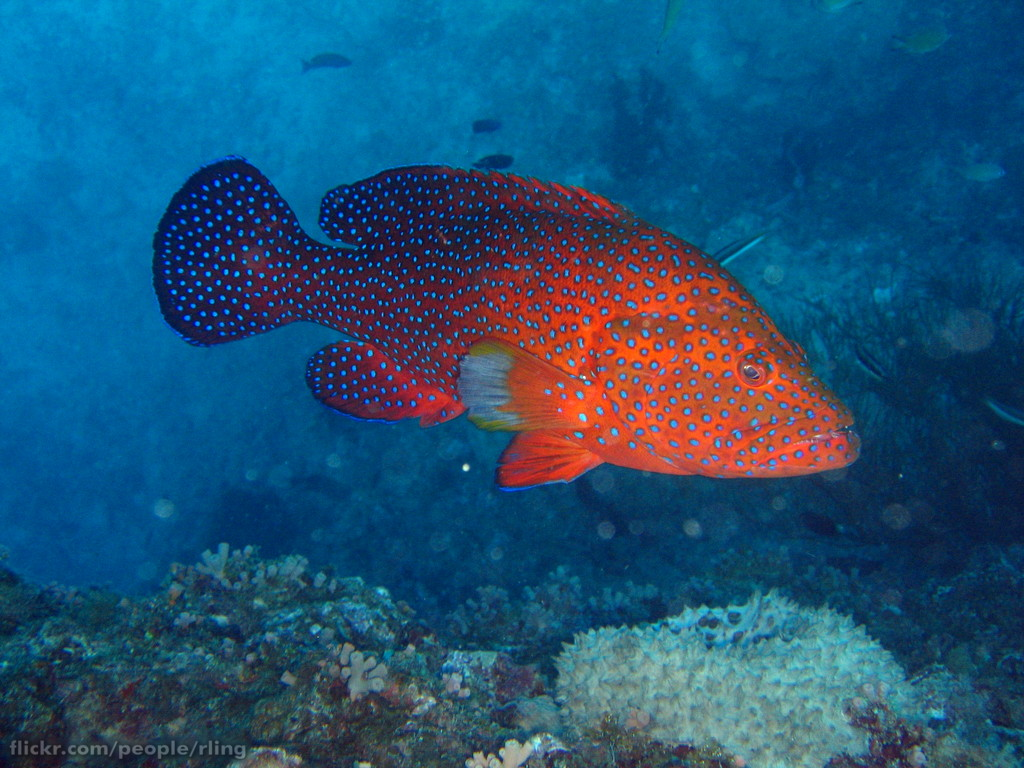
Juwelen-Zackenbarsch (Cephalopholis miniata)

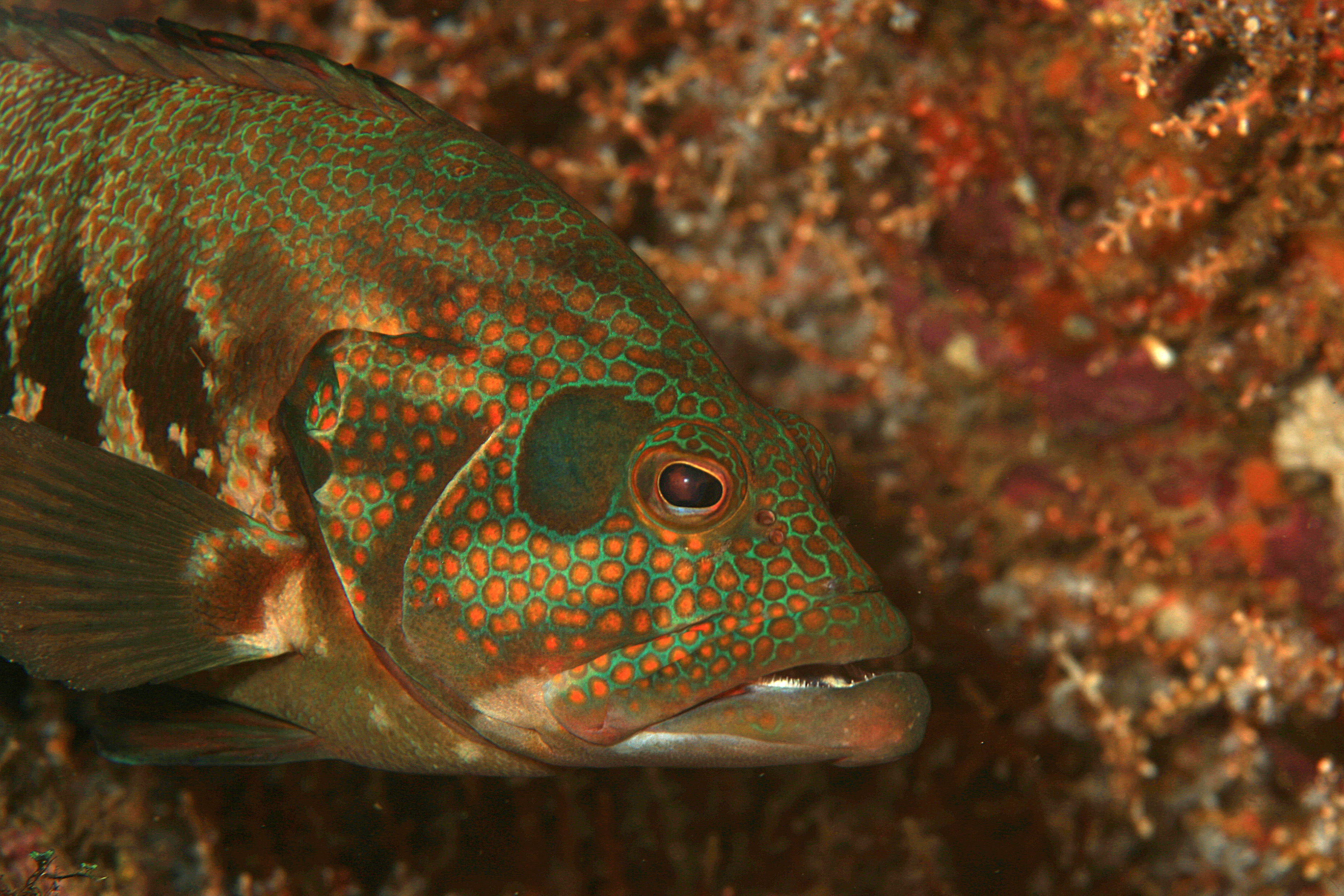
Cephalopholis panamensis

Nach einer im September 2018 veröffentlichten umfangreichen Revision werden heute 28 Arten in die Gattungen Cephalopholis gestellt.
- Cephalopholis aitha  Randall & Heemstra, 1991
- Cephalopholis albomarginatus (Fowler & Bean, 1930)
- Pfauen-Zackenbarsch (Cephalopholis argus)  Bloch & Schneider, 1801
- Gold-Zackenbarsch (Cephalopholis aurantia)  (Valenciennes in Cuvier & Valenciennes, 1828)
- Braungestreifter Zackenbarsch (Cephalopholis boenak)  (Bloch, 1790)
- Cephalopholis colonus (Valenciennes, 1846)
- Blutroter Juwelenbarsch (Cephalopholis cruentata)  (Lacepède, 1802)
- Blauflecken-Zackenbarsch (Cephalopholis cyanostigma)  (Valenciennes, 1828)
- Blaustreifen-Zackenbarsch (Cephalopholis formosa)  (Shaw in Shaw & Nodder, 1812)
- Karibik-Juwelenbarsch (Cephalopholis fulva)  (Linnaeus, 1758)
- Cephalopholis furcifer (Valenciennes, 1828)
- Rotmeer-Zackenbarsch (Cephalopholis hemistiktos)  (Rüppell, 1830)
- Cephalopholis igarashiensis  Katayama, 1957
- Leopard-Zackenbarsch (Cephalopholis leopardus)  (Lacepède, 1801)
- Cephalopholis microprion  (Bleeker, 1852)
- Juwelen-Zackenbarsch (Cephalopholis miniata)  (Forsskål, 1775)
- Cephalopholis nigri  (Günther, 1859)
- Cephalopholis nigripinnis  (Valenciennes, 1828)
- Vermilon-Zackenbarsch (Cephalopholis oligosticta)  Randall & Ben-Tuvia, 1983
- Cephalopholis panamensis  (Steindachner, 1877)
- Harlekin-Zackenbarsch (Cephalopholis polleni)  (Bleeker, 1868)
- Cephalopholis polyspila  Randall & Satapoomin, 2000
- Cephalopholis rogaa (Forssk˚al, 1775)
- Sechsstreifen-Zackenbarsch (Cephalopholis sexmaculata)  (Rüppell, 1830)
- Tomaten-Zackenbarsch (Cephalopholis sonnerati)  (Valenciennes in Cuvier & Valenciennes, 1828)
- Erdbeer-Zackenbarsch (Cephalopholis spiloparaea)  (Valenciennes in Cuvier & Valenciennes, 1828)
- Cephalopholis taeniops  (Valenciennes in Cuvier & Valenciennes, 1828)
- Feuer-Zackenbarsch (Cephalopholis urodeta)  (Forster in Bloch & Schneider, 1801)